# Barmou
Barmou est une localité et une commune rurale du Niger du département de Tahoua, région de Tahoua.

## Géographie
La localité de Barmou est située à 18 km au nord-ouest du chef-lieu régional Tahoua.
| Affala   | Kao    | Tabalak |
| Affala   | Barmou | Tabalak |
| Tahoua I | Kalfou | Kéita   |

La commune s'étend sur 28 villages, 23 hameaux et 3 camps.

## Histoire
La commune rurale de Barmou est instaurée en 2002, issue du canton de Kalfou.

## Population
Lors du recensement général de 2012, la population communale est relevée à 43 856 habitants. La localité compte 4 598 habitants en 2012.

## Économie
Le marché hebdomadaire de Barmou est un point de commerce entre la population sédentaire et la population nomade. Il était en 1962 le plus grand marché de bétail du pays.